# 김화남
김화남(金和男, 1943년 1월 30일 ~ 2016년 3월 9일)은 대한민국의 경찰공무원 출신 정치인이다. 제15대 국회의원을 지냈다.

## 학력
- 안동고등학교 졸업
- 고려대학교 정법대학 행정학과 학사 졸업
- 서울대학교 행정대학원 행정학 석사 졸업

## 경력
- 1993.03 ~ 1993.09 제3대 경찰청 차장
- 1993.09 ~ 1994.12 제4대 경찰청장
- 1996.05 ~ 1997.12 제17대 대한민국의 국회의원

## 역대 선거 결과
|  | 40.13% |

|  | 18.45% |